# Hugh Baillie
Hugh Baillie (1890-1966) est un journaliste américain, président de 1935 à 1955 de l'United Press, la seconde agence de presse américaine.

## Biographie
Hugh Baillie est diplômé de l'Université de Caroline du Sud en 1910, année à partir de laquelle il a commencé à travailler pour le journal Los Angeles Herald, en tant que journaliste spécialiste des enquêtes criminelles. De 1915 à 1920, il fut directeur des bureaux de l'United Press à San Francisco, Portland puis New York. Après avoir été directeur commercial et directeur général, il est vice-président du groupe dès 1931, avant de prendre la présidence pour vingt ans en 1935. Il fut en même temps correspondant de guerre lors du débarquement de Normandie.
Sous sa présidence, l'entreprise acquit la taille critique qui lui permit ensuite du fusionner, en 1958, avec l'International News Service, pour devenir en 1958 United Press International.